# Erik Blomqvist (skytt)
Erik Gustaf Blomqvist, född 5 januari 1879 i Tumba, Botkyrka församling, död 17 september 1956 i Enskede församling, var en svensk sportsskytt och stereotypör. 
Blomqvist var son till järnvägsmannen Johan Gustaf Blomqvist. 1894-1939 var han anställd hos Nya Dagligt Allehanda.
Blomqvist deltog i två OS 1912 och 1920. Han blev mästare vid riksskyttetävlingarna 1913 och 1915, det senare året vann han även huvudskjutningen. 1902-1937 vann han 10 förbundsmästerskap, 6 i skolskjutning och 4 i fältskjutning och erövrade 20 riksmedaljdiplom.